# Športno kulturno društvo Cerovlje Mavhinje
Športno kulturno društvo Cerovlje Mavhinje je nastajalo že leta 1989, uradno pa so ga ustanovili leta 1990, ko se je skupina mladih Slovencev iz omenjenih vasi menila, da bi lahko obudili kulturno dediščino, ki je bila nekoč izredno živahna a je zaradi fašizma in vojnih razmer po drugi svetovni vojni zamrla. V Mavhinjah, ki so bile svojčas tudi občina (zdaj spadajo pod občino Devin-Nabrežina), Cerovljah, Vižovljah, Medji Vasi, Sesljanu in drugih okoliških vaseh so se vaščani vedno zbirali ob kulturnih prireditvah, vsaka vas je imela tudi svoj pevski zbor (vasi so bile večinoma s slovenskim prebivalstvom). To tradicijo so želeli spet obuditi.
Društvo prireja razne kulturne večere in družabnosti ob miklavževanju, dnevu žena, pustovanju (večkrat so tudi imeli lastni voz na Kraškem pustu), kresovanju za svetoivanski večer meseca junija, organizira planinske pohode, ima dramsko skupino in večkrat so vabili gostujoče skupine na gledališke večere. Ob petdesetletnici požiga vasi s strani nazifašistov so leta 1994 uprizorili predstavo Uporni plameni. Iz tega je leta 1995 nastal Zamejski festival amaterskih dramskih skupin, ki je vsaki dve leti v Mavhinjah zbiral in združeval slovenske amaterske dramske skupine iz Italije (Benečije, Goriške, Tržaške), Avstrije in celo Madžarske.
Leta 2019 je svetovna epidemija Covida, zaradi izredno strogih varnostnih predpisov glede združevanja in prirejanja prireditev, močno okrnila delovanje društva, ki pa je leta 2024 pripravilo odmevno prireditev ob 80-letnici požiga vasi, katere se je v več dneh udeležilo ogromno število gledalcev. Tako so leta 2025 slovesno obeležili 35-letnico društva (saj tridesetletnice niso smeli organizirati zaradi Covida) in spet obudili dramsko skupino.